# Write Anywhere File Layout
Write Anywhere File Layout (WAFL) è un file system ottimizzato per le scritture casuali.
È stato sviluppato da NetApp per sistemi NAS durante lo sviluppo del sistema operativo Data Ontap. Sebbene in principio fosse progettato per i soli protocolli NFS e clustered file system, WAFL consente anche l'uso di FTP ed HTTP.
Dato che durante il suo sviluppo è stato ottimizzato per l'accesso ai dati in rete, fra le caratteristiche native c'è, ad esempio, la possibilità di estensione dello spazio del file system senza interruzione del servizio. Ulteriori caratteristiche sono il supporto di grandi array di RAID veloci e la possibilità di riavvio veloce del sistema senza la necessità di lunghi tempi d'attesa dovuti alla latenza per i controlli di integrità in seguito a crash di sistema o mancanza di alimentazione. Nonostante questo, il sistema procede periodicamente a dei controlli di integrità che possono durare giorni.
Il suo progettista sostiene che non si tratti di un file system, in quanto WAFL mette a disposizione una serie di meccanismi che permettono a diversi file system di accedere ai blocchi del disco.